# Mannheim
Mannheim Stuttgart után Baden-Württemberg tartomány második legnagyobb városa Németországban. A történelmi Kurpfalz vidék (1720-1778) egykori központja manapság az egyik európai nagyvárosi zónának, a Rajna-Neckar háromszögnek gazdasági és kulturális centruma. A rajna–pfalzi szomszédvárosával, Ludwigshafennel (160 000 fő) Mannheim csak a Rajnán határos.

## Fekvése
Mannheim a Felső-Rajnai-síkságon, a Rajna mentén, a Neckar torkolatháromszögénél fekszik. A városrészek a Rajna jobb és a Neckar mindkét partján találhatók.
A város egy 2,35 millió lakost számláló nagyvárosi övezetben, a Rajna-Neckar agglomerációs háromszögben fekszik. A Rajna-Neckar régióban Mannheim Heidelberg mellett egy centrumot képez. Mannheim fennhatósága alá tartozik: Edingen-Neckarhausen, Heddesheim, Ilvesheim és Ladenburg. Hasonlónagyságú városok: Frankfurt am Main 70 km-re északra és Stuttgart 135 km-re délkeletre.

## Éghajlata
| Hónap                                             | Jan.  | Feb.  | Már.  | Ápr. | Máj. | Jún. | Júl. | Aug. | Szep. | Okt. | Nov. | Dec.  | Év    |
| ------------------------------------------------- | ----- | ----- | ----- | ---- | ---- | ---- | ---- | ---- | ----- | ---- | ---- | ----- | ----- |
| Rekord max. hőmérséklet (°C)                      | 16,4  | 20,2  | 26,1  | 32,0 | 33,2 | 38,9 | 39,0 | 39,8 | 34,3  | 28,5 | 22,6 | 17,5  | 39,8  |
| Átlagos max. hőmérséklet (°C)                     | 4,7   | 6,7   | 11,6  | 16,2 | 20,6 | 23,7 | 26,1 | 25,9 | 21,2  | 15,3 | 8,9  | 5,3   | 15,6  |
| Átlagos min. hőmérséklet (°C)                     | −1,3  | −0,8  | 2,3   | 5,0  | 9,4  | 12,4 | 14,5 | 14,2 | 10,6  | 6,7  | 2,5  | −0,0  | 6,3   |
| Rekord min. hőmérséklet (°C)                      | −18,7 | −21,1 | −13,6 | −6,4 | −0,1 | 4,0  | 4,7  | 5,3  | 2,5   | −5,0 | −8,7 | −18,3 | −21,1 |
| Átl. csapadékmennyiség (mm)                       | 41    | 43    | 51    | 49   | 73   | 67   | 76   | 58   | 54    | 56   | 54   | 54    | 675   |
| Havi napsütéses órák száma                        | 55    | 86    | 124   | 180  | 214  | 219  | 235  | 222  | 164   | 109  | 59   | 45    | 1712  |
| Forrás: Data derived from Deutscher Wetterdienst, |       |       |       |      |      |      |      |      |       |      |      |       |       |

## Története
Először valószínűleg a Lorschi kódexben említik 766-ban, 1607. január 24-én városi rangot nyert, miután a választófejedelem IV. (Pfalzi) Frigyes lerakta az akkori Friedrichsburg alapkövét. Az akkori terv egy rácsszerkezetű utcahálózat volt az erőddel és a hozzátartozó polgárvárossal, ami máig megmaradt, manapság ezt „négyzetvárosnak” nevezik.
Fellendülését a barokk korban annak köszönhette, hogy 1720-ban hercegi székhely lett. A 18. században a város kulturális életét opera, tudományos akadémia, zeneművészeti főiskola és művészeti gyüjtemények jellemezték.  A második világháború során műemlékei nagyrészt elpusztultak, azonban néhányat sikerült eredeti formájába helyreállítani. Az újjáépítés s során megőrizték az óváros jellegzetes, eredeti utcahálózatát; az egymást derékszögben keresztező utcákat, négyzetes formájú háztömböket, melyek betűvel és számmal vannak jelölve.

## Közlekedés
1896 óta nagyváros, ma fontos kereskedőváros, és a legfontosabb közlekedési csomópont Stuttgart és Frankfurt között. Németország második legnagyobb főpályaudvara van itt és itt van Európa legnagyobb belkereskedelmi kikötőinek egyike.

## Népesség
| Lakosok száma | 570  | 321 075 | 330 635 | 302 794 | 294 984 | 318 025 | 306 729 | 309 795 | 305 780 | 316 877 |
|               | 1450 | 1963    | 1971    | 1978    | 1985    | 1993    | 2000    | 2007    | 2015    | 2023    |

## Találmányok
Fontos találmányok származnak Mannheimból. Itt építette meg Karl Drais 1817-ben a kerékpár elődjét, 1886-ban gurult ki az első autó Karl Benztől, 1921-ben építette meg Heinrich Lanz az első traktort, a mannheimi Julius Hatry készítette 1929-ben az első rakétát a világon.

### Címer
A megfelezett címer egyik oldala aranyszínű, benne egy feltűnő, vörös kettős horog, a másik oldal fekete, benne egy vörös nyelvű és vörös koronájú duplafarkú aranyszínű kurpfalzi oroszlán.

## Városrészek

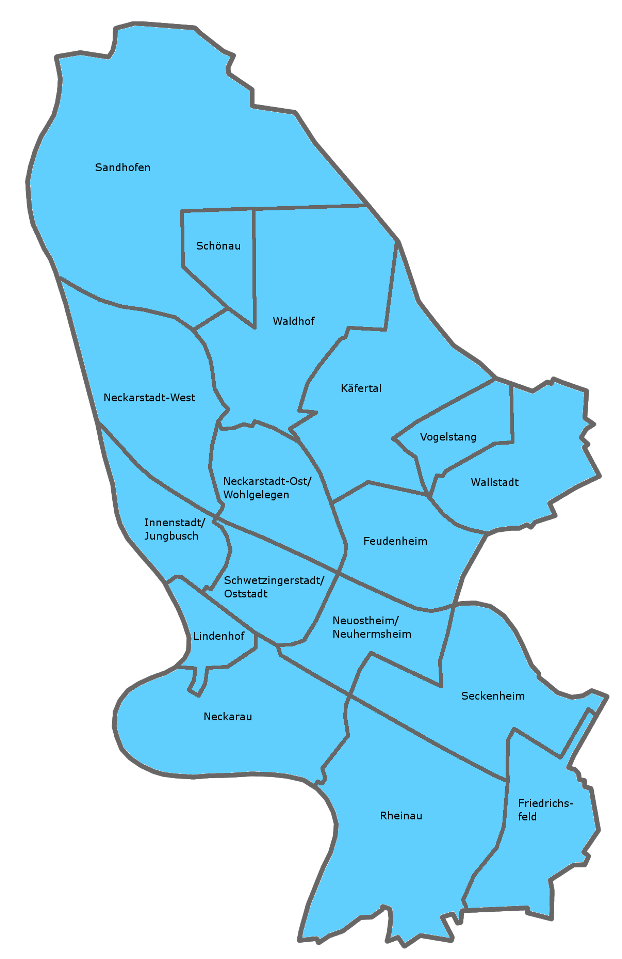
Városrészek

A város hat belső, és tizenegy külső kerületre oszlik:
Belváros/Jungbusch, Lindenhof, Neckarstadt-Ost/Wohlgelegen, Neckarstadt-West, Neuostheim/Neuhermsheim, Schwetzingerstadt/Oststadt, Feudenheim, Friedrichsfeld, Käfertal, Neckarau, Rheinau, Sandhofen, Seckenheim, Schönau, Vogelstang, Waldhof és Wallstadt.

## Népesség

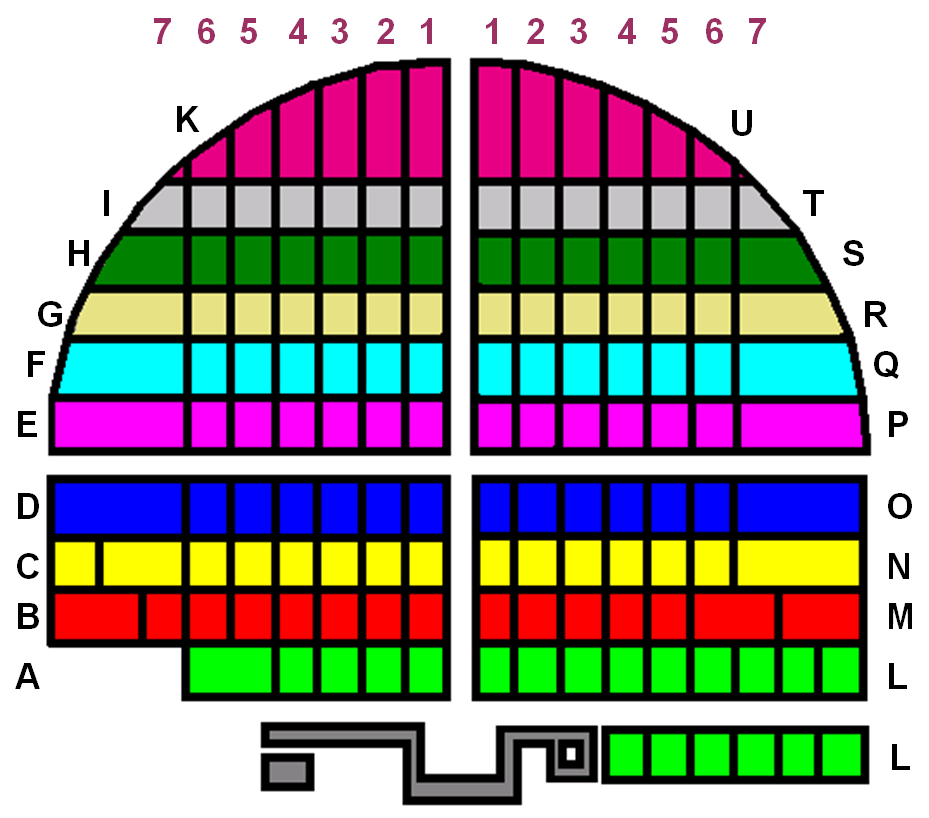
A Belváros rácsos utcaszerkezetű, számokkal és betűkkel jelölik a telkeket

1896-ban a városnak 100 000 lakosa volt, és ezzel nagyvárosi rangot szerzett. 1905-ben már 160 000 ember élt Mannheimban. 1961-ig ez a szám megduplázódott. 1970-ben laktak a legtöbben Mannheimban (333 000 fő). 2005. december 31-én a hivatalos adatok szerint 307 000 lakosa volt a városnak. A felmérések szerint a lakosság 22,5%-a nem német. A legnagyobb néprajzi csoportok: törökök (19 831), olaszok (8324), szerbek (3550), lengyelek (3389), horvátok (2780) és görögök (2777).

## Politika
A városi tanácsnak 48 széke van és 5 évente vannak választások. A második világháború óta a szociáldemokraták voltak előnyben, azonban a CDU-nak 1999 óta a legerősebb frakciója van.

## Nevezetességek

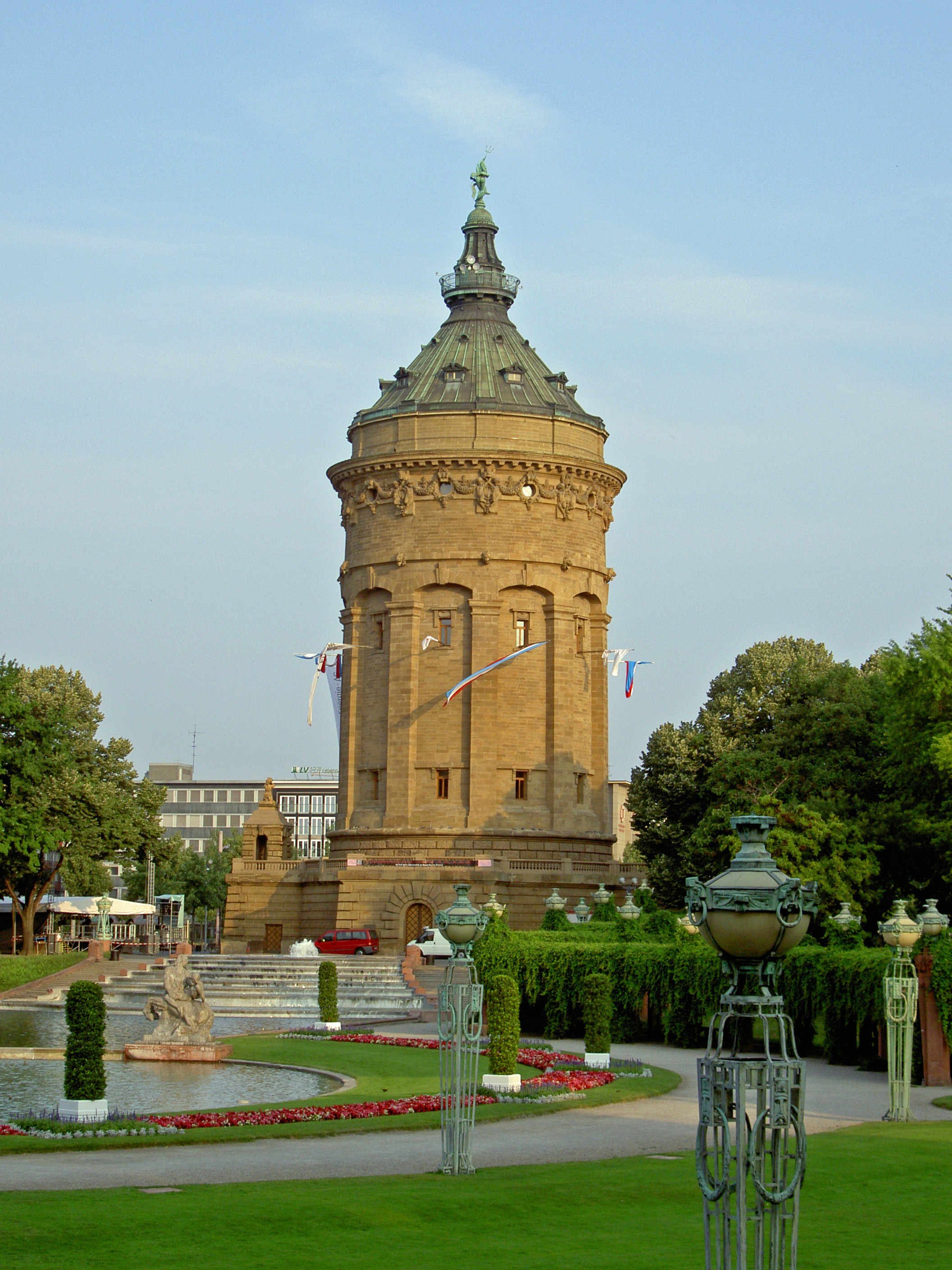
A víztorony Mannheim egyik szimbóluma

A Friedrichsplatz a belvárostól keletre található. Közepén áll a város jelképe, a 60 méter magas víztorony, amelyet 1889-ben építettek neobarokk stílusban, amelynek tetején egy 30,5 méter magas Amphitrité szobor található. A vízi játékokat nyáron, a sötétség beköszönte után egy óráig kivilágítják. Télen, a víztorony és a Triton-kút között karácsonyi vásárt szoktak rendezni.
A Friedrichsplatz-tól nyugatra egy sétálóutca vezet Mannheimm központi parkjához, a Paradeplatz-hoz (Parádé-tér). Ez szolgált egykor a választófejedelem úgynevezett csapatparádéjának lebonyolításához. A park közepén található a Grupello-piramis. A piac a Paradeplatztól északra fekszik az alsóváros központjában. A közepén egy szökőkút van, amit 1719-ben készítettek. Peter van der Branden készíttette Heidelbergben. IV. Károly Tivadar pfalzi választófejedelem 1767-ben Mannheimnek ajándékozta a szökőkutat. Az építmény figurái a négy alapvető elemet ábrázolják: tűz, víz, levegő, föld.
Ezek emellett Mannheim városát, a kereskedést, a Rajnát és a Neckart szimbolizálják. A piac déli oldalán egy barokk dupla épület van, ami valószínűleg Mannheim legidősebb épületeinek egyike, mint pl.: a régi városháza, és a Szt. Sebestyén templom.
A mannheimi kastély volt a pfalzi választófejedelmek székhelye. 1720-tól 1760-ig építették, a versailles-i kastély után ez Európa legnagyobb zárt barokk épülete.

## Parkok

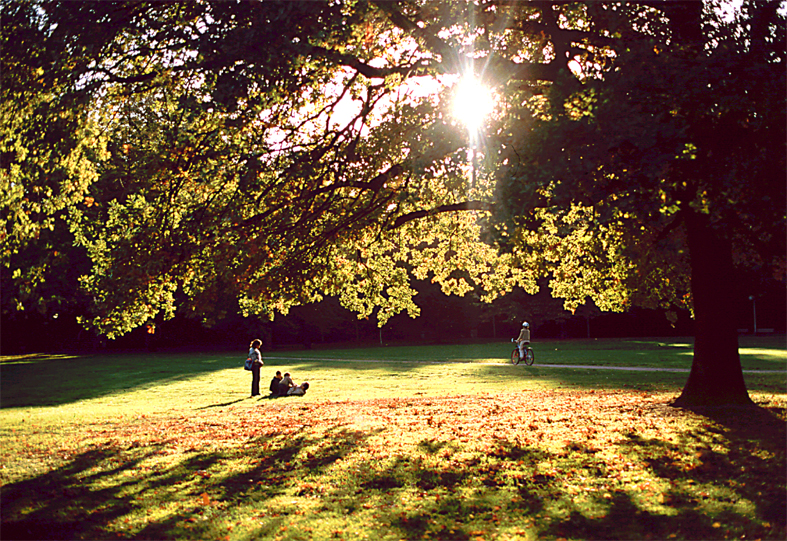
A Luisenpark

A 41 hektáros Luisenpark a város legnagyobb parkja. 1903-ban építették, 1975-ben pedig ennek köszönhetően Mannheimben tartották a Bundesgartenschau rendezvényt. Közel a belvároshoz a Neckar partján fekszik, sok különlegességnek, mint például a növényháznak, a kínai teakertnek, a „lepkeháznak”, a gondoláknak és a tavi színpadnak.
A Herzogengriedpark a 22 hektárjával Mannheim másik nagy parkja, északra fekszik Neckarstadtban. Érdekességei az állatok, a rózsakert és a „Multihalle”.
A Schlossgarten a kastélytól a Rajnáig tart, 38 hektár, ezzel Mannheim második legnagyobb parkja. Stephanie hercegnő 1808-ban adta át Englischen Garten néven közel a barokk belvároshoz.

## Képek

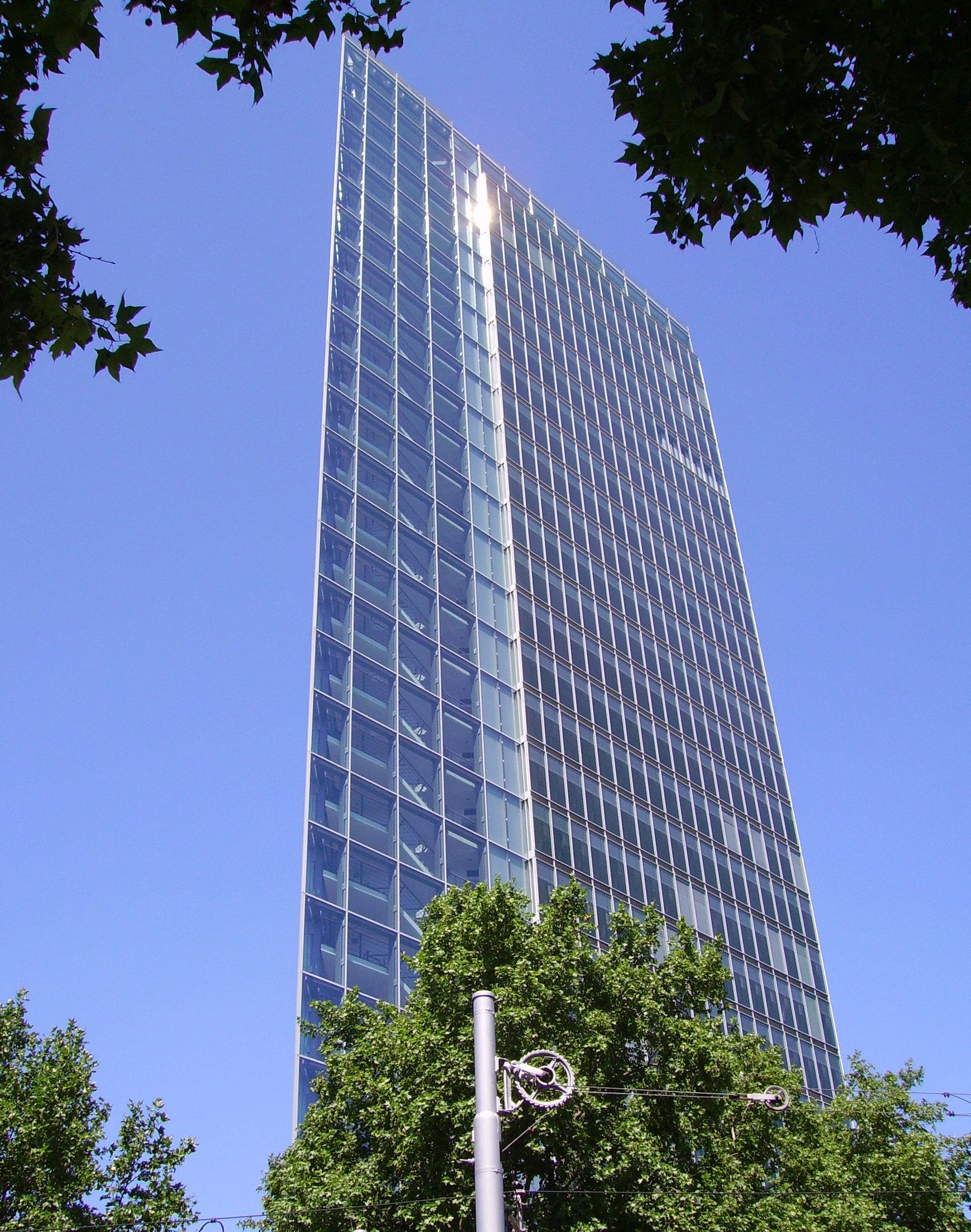
Viktória-torony
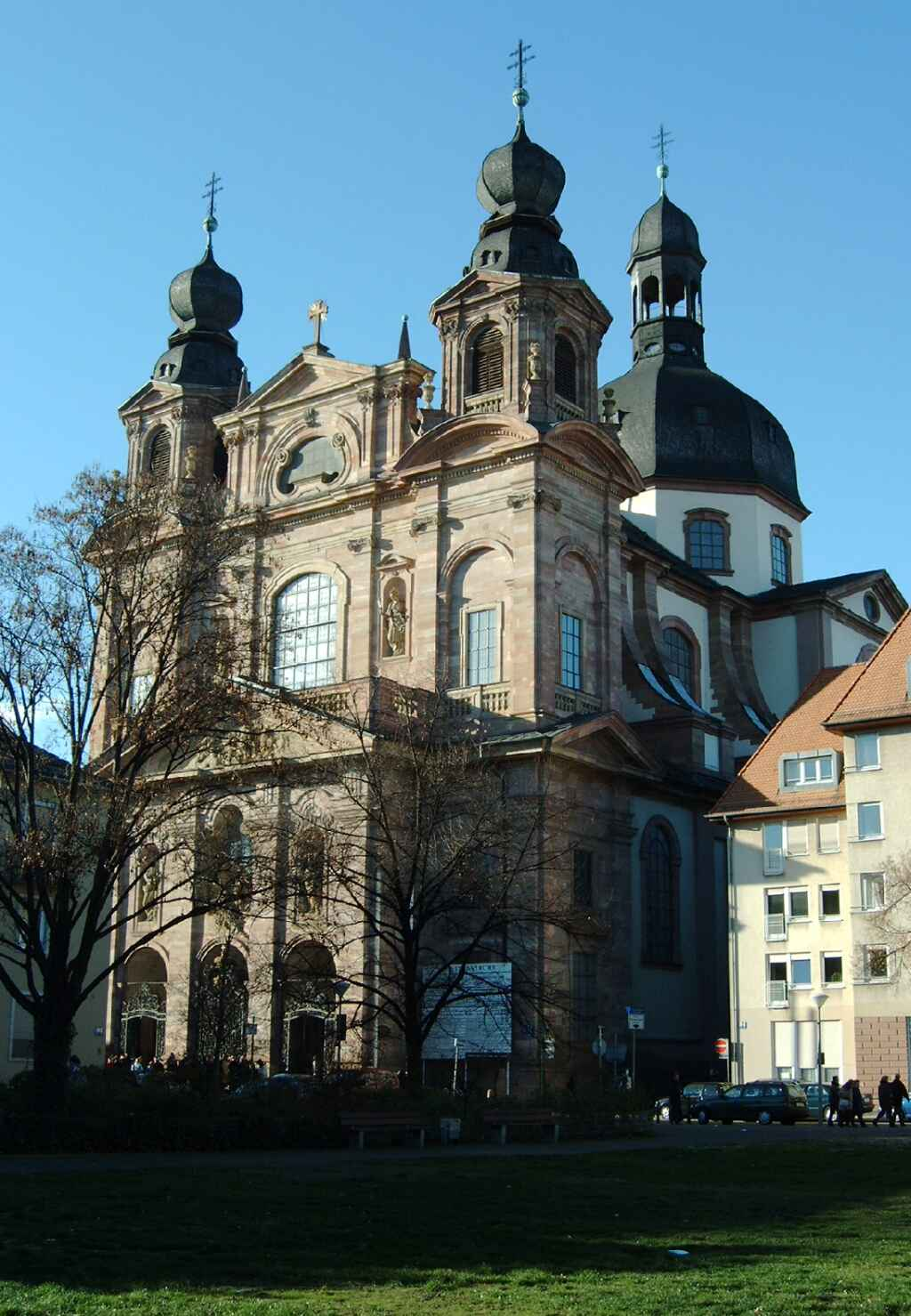
Jezsuita templom a belvárosban
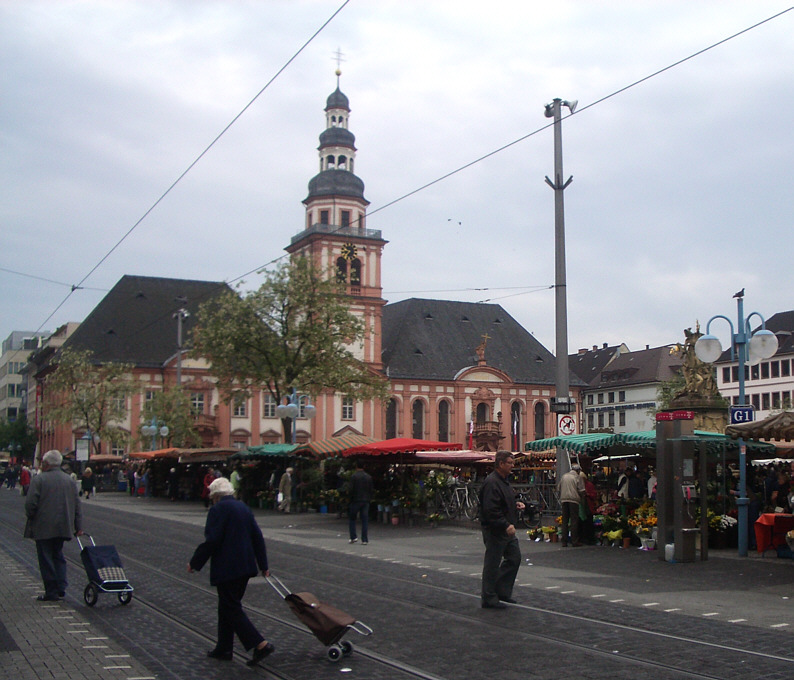
A városháza és a piac
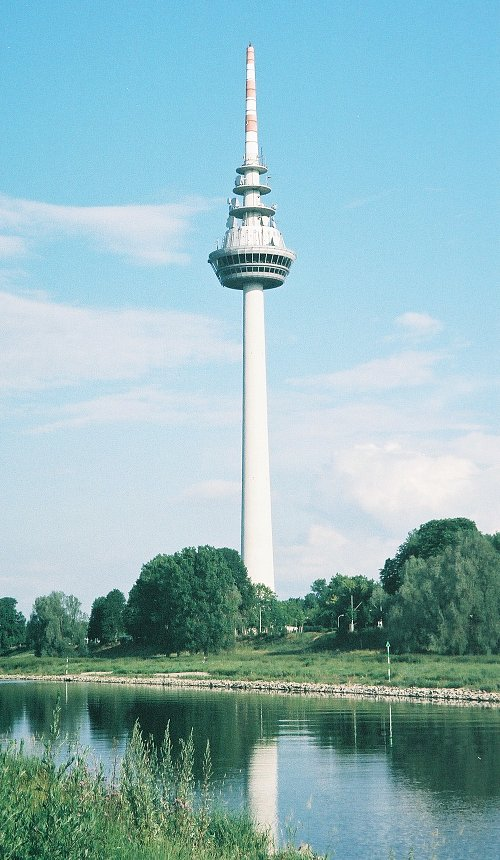
A tévétorony
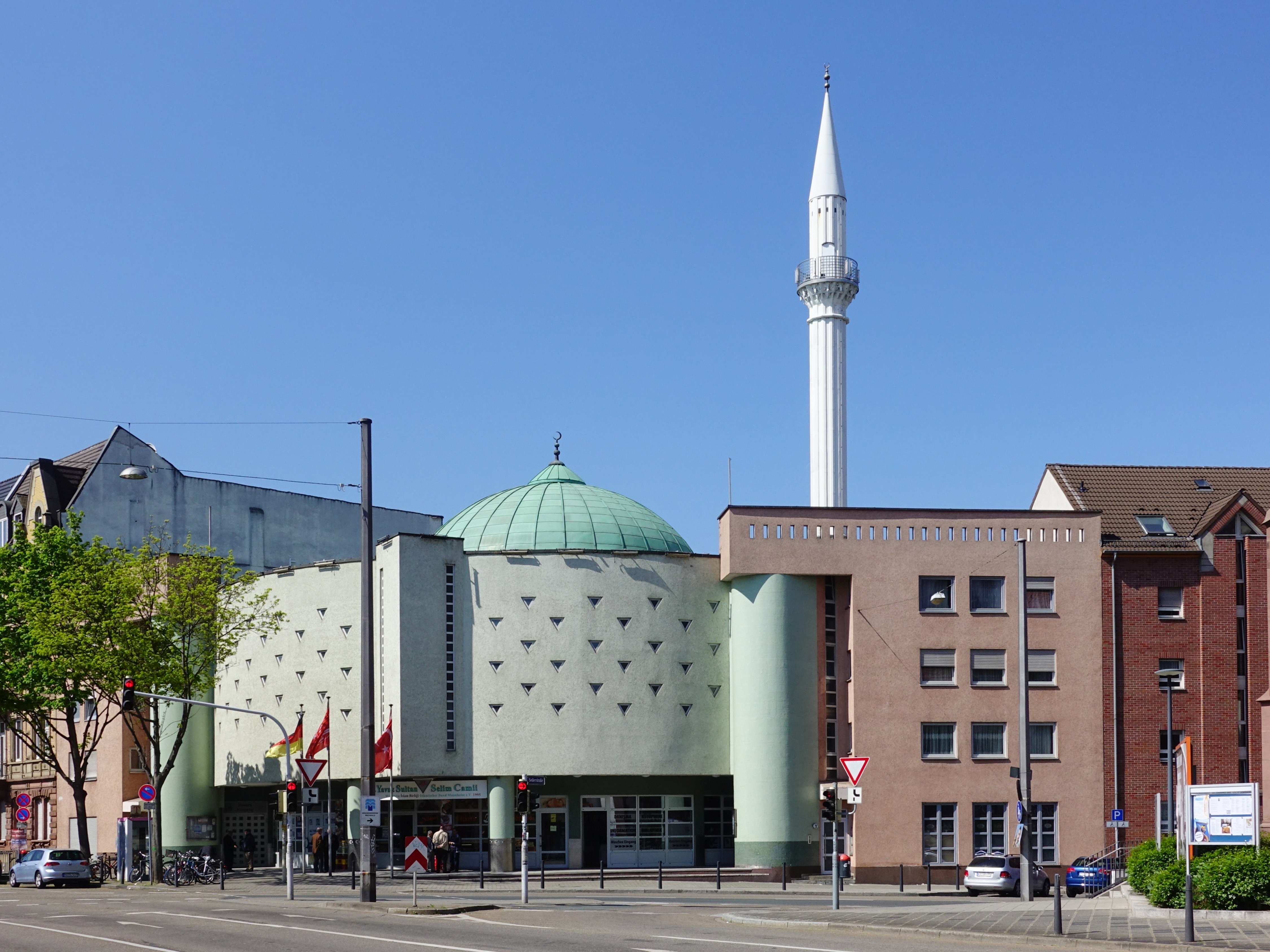
Yavus Sultan Selim Mecset

## Mannheimi találmányok

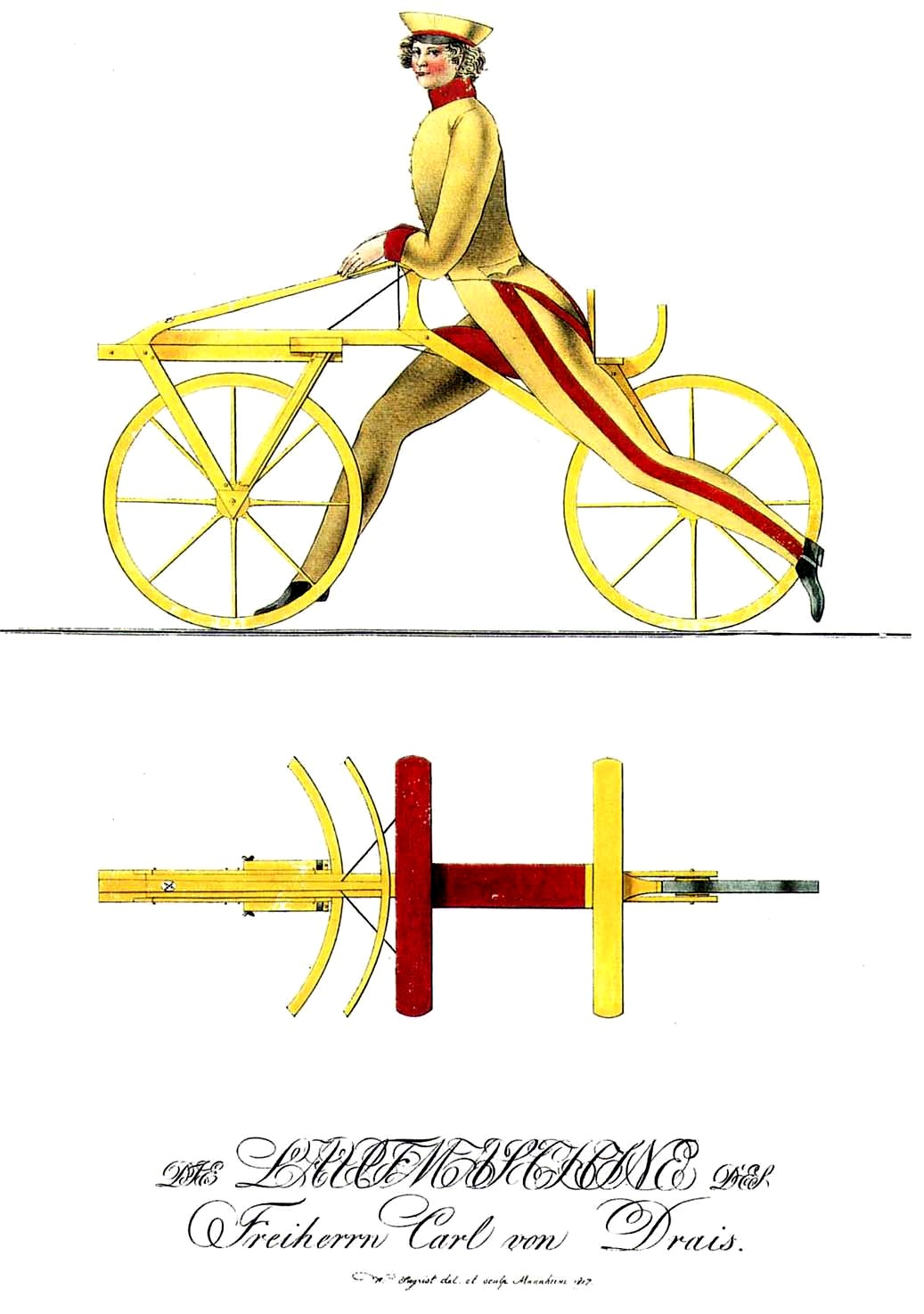
Az első kerékpár, Karl Freiherr von Drais műve (1817)
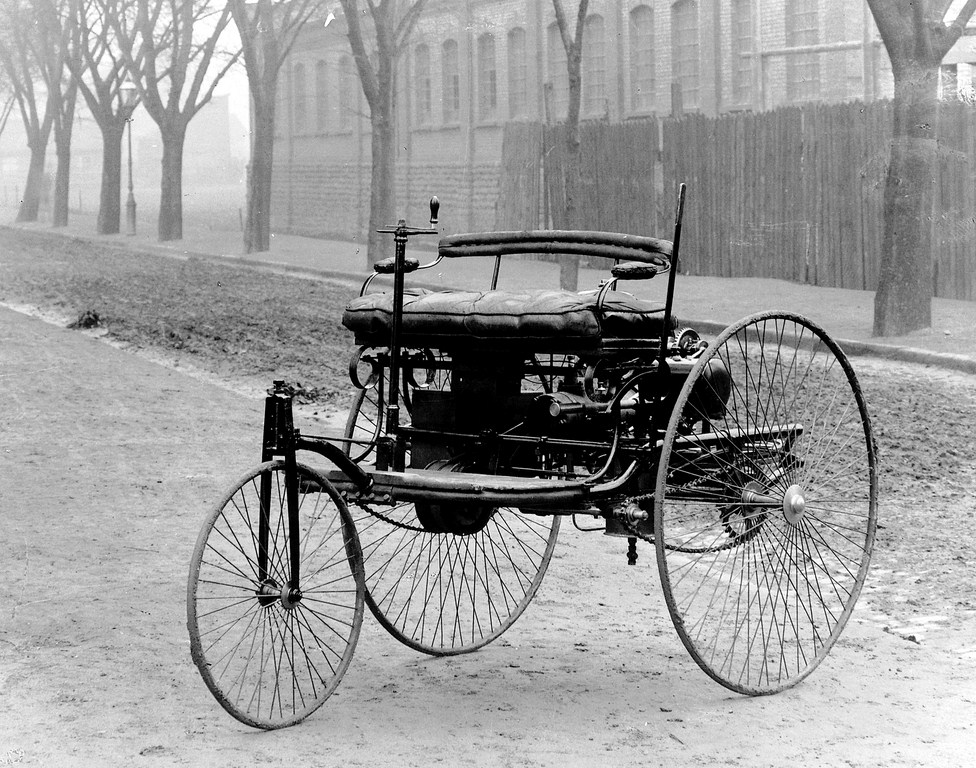
Az első automobil, Carl Benz műve (1885)
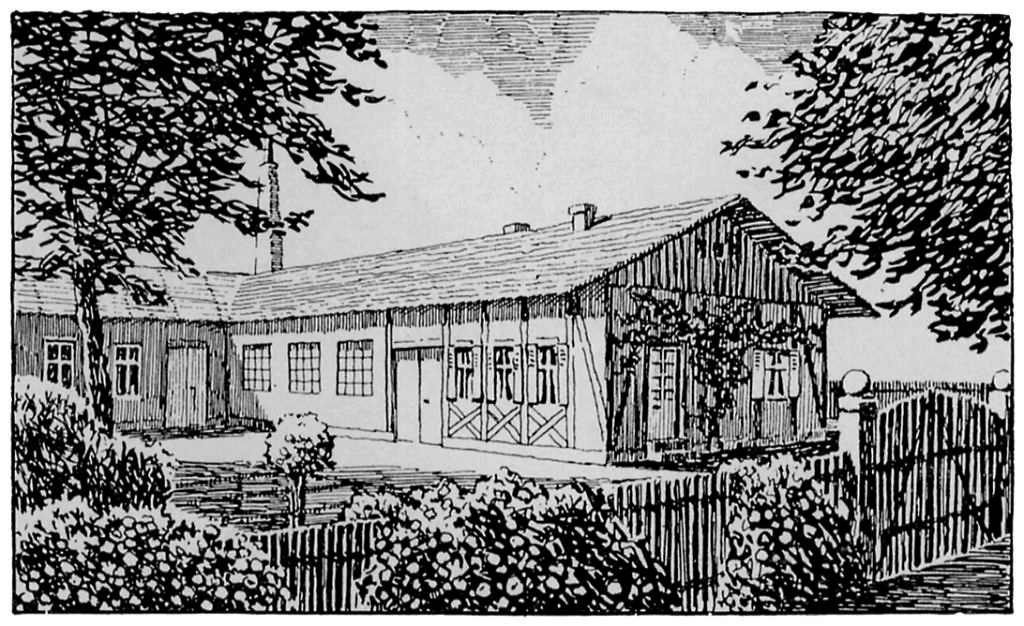
Carl Benz műhelye Mannheimban (T6, 11)
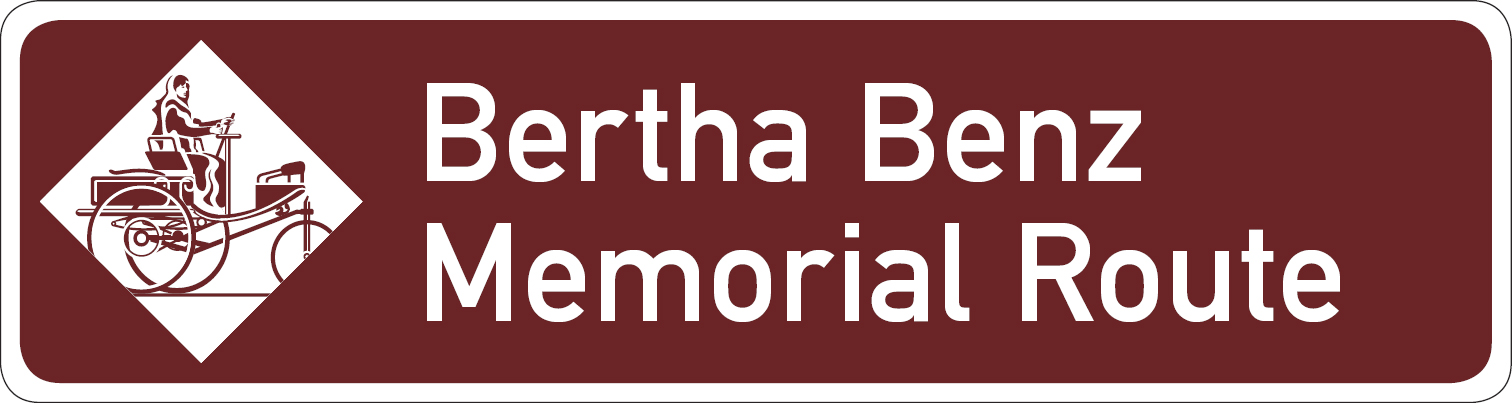
A Bertha Benz Emlékút hivatalos jele, amely a világ első hosszútávú autós útjára, a Mannheimból Pforzheimba (104 km) 1888-ban tett túrára emlékeztet

## Partnervárosok
- Swansea, Egyesült Királyság 1957 óta
- Toulon, Franciaország 1959 óta
- Charlottenburg, Németország 1961 óta
- Windsor, Kanada 1980 óta
- Riesa, Németország 1988 óta
- Chișinău, Moldova 1989 óta
- Bydgoszcz (Bromberg), Lengyelország 1991 óta
- Klaipėda, Litvánia 2002 óta
- Csencsiang, (Zhènjiāng)Kína – 2004 óta